# Fredrikstad Fotballklubb 2013
Questa voce raccoglie le informazioni riguardanti il Fredrikstad Fotballklubb nelle competizioni ufficiali della stagione 2013.

## Stagione
Il Fredrikstad chiuse la stagione al 10º posto in classifica, mentre l'avventura nella Coppa di Norvegia 2013 terminò al terzo turno, con l'eliminazione per mano dello Stabæk. Dopo la retrocessione dell'annata precedente, la stagione cominciò con la nomina di Lars Bakkerud come nuovo allenatore. Il calciatore più utilizzato in stagione fu Julius Adaramola con 32 presenze (29 in campionato e 3 in coppa), mentre Robert Stene fu il miglior marcatore con 12 reti (tutte in campionato).

## Maglie e sponsor
Lo sponsor tecnico per la stagione 2013 fu Adidas, mentre lo sponsor ufficiale fu Stabburet. La divisa casalinga fu composta da una maglietta bianca con inserti rossi, pantaloncini rossi e calzettoni bianchi. La divisa da trasferta fu invece completamente nera, con rifiniture bianche.
| Casa | Trasferta |

## Rosa
| N. |                         | Ruolo | Calciatore           |
| -- | ----------------------- | ----- | -------------------- |
| 1  | Islanda (bandiera)      | P     | Haraldur Björnsson   |
| 2  | Norvegia (bandiera)     | D     | Haitam Aleesami      |
| 4  | Norvegia (bandiera)     | D     | Vidar Martinsen      |
| 5  | Costa Rica (bandiera)   | D     | Juan Diego Madrigal  |
| 6  | Norvegia (bandiera)     | C     | Hans Erik Ramberg    |
| 7  | Norvegia (bandiera)     | A     | Rozhat Shaswari      |
| 9  | Norvegia (bandiera)     | A     | Ole Jørgen Halvorsen |
| 11 | Nigeria (bandiera)      | C     | Julius Adaramola     |
| 12 | Norvegia (bandiera)     | P     | Håvar Jenssen        |
| 13 | Norvegia (bandiera)     | A     | Robert Stene         |
| 14 | Sierra Leone (bandiera) | C     | Khalifa Jabbie       |
| 15 | Norvegia (bandiera)     | D     | Kevin Duré           |
| 16 | Senegal (bandiera)      | A     | Mouhamed Gueye       |
| 17 | Norvegia (bandiera)     | C     | Nicolay Solberg      |
| 18 | Norvegia (bandiera)     | D     | Ola Lønn Jenssen     |

| N. |                      | Ruolo | Calciatore            |
| -- | -------------------- | ----- | --------------------- |
| 19 | Norvegia (bandiera)  | C     | Simen Standerholen    |
| 20 | Norvegia (bandiera)  | D     | Håvard Åsheim         |
| 21 | Norvegia (bandiera)  | C     | Simen Rafn            |
| 22 | Norvegia (bandiera)  | C     | Thomas Holm           |
| 23 | Estonia (bandiera)   | A     | Henri Anier           |
| 24 | Norvegia (bandiera)  | D     | Ole Strømsborg        |
| 25 | Finlandia (bandiera) | P     | Jon Masalin           |
| 26 | Norvegia (bandiera)  | D     | Lars Grorud           |
| 27 | Norvegia (bandiera)  | D     | Herman Selvig         |
| 28 | Norvegia (bandiera)  | D     | Ludvik Begby          |
| 29 | Norvegia (bandiera)  | C     | Filip Westgaard       |
| 30 | Norvegia (bandiera)  | P     | Markus Stige          |
| 30 | Norvegia (bandiera)  | P     | Jonas Alexander Olsen |
| –– | Gambia (bandiera)    | A     | Alagie Sosseh         |

## Calciomercato

### Sessione invernale(dal 01/01 al 31/03)
| Acquisti | Acquisti           | Acquisti     | Acquisti      |
| R.       | Nome               | da           | Modalità      |
| -------- | ------------------ | ------------ | ------------- |
| P        | Haraldur Björnsson | Sarpsborg 08 | prestito      |
| C        | Julius Adaramola   | Zarea Bălți  | prestito      |
| C        | Nicolay Solberg    | Lillestrøm   | definitivo    |
| C        | Simen Standerholen | Østsiden     | fine prestito |
| A        | Henri Anier        | Viking       | prestito      |
| A        | Rozhat Shaswari    | Bærum        | definitivo    |

| Cessioni | Cessioni              | Cessioni      | Cessioni      |
| R.       | Nome                  | a             | Modalità      |
| -------- | --------------------- | ------------- | ------------- |
| P        | Jon Knudsen           |               | svincolato    |
| D        | Jørgen Horn           |               | svincolato    |
| D        | Andreas Landgren      | Halmstad      | prestito      |
| C        | Mads André Hansen     | Mjøndalen     | definitivo    |
| A        | Martin Pusic          |               | svincolato    |
| A        | Nenad Srećković       | De Graafschap | fine prestito |
| A        | Zlatko Tripić         | Molde         | fine prestito |
| A        | Alexander Ruud Tveter | Follo         | definitivo    |
| A        | Alex Valencia         |               | svincolato    |

### Sessione estiva(dal 15/07 al 10/08)
| Acquisti | Acquisti         | Acquisti      | Acquisti   |
| R.       | Nome             | da            | Modalità   |
| -------- | ---------------- | ------------- | ---------- |
| C        | Julius Adaramola | Zarea Bălți   | definitivo |
| A        | Alagie Sosseh    | Birkebeineren | definitivo |

| Cessioni | Cessioni             | Cessioni | Cessioni      |
| R.       | Nome                 | a        | Modalità      |
| -------- | -------------------- | -------- | ------------- |
| D        | Juan Diego Madrigal  |          | svincolato    |
| A        | Henri Anier          | Viking   | fine prestito |
| A        | Ole Jørgen Halvorsen | Odd      | definitivo    |

## Risultati

### 1. divisjon

#### Girone di andata
| Arbitro: | Hansen |

|                                            |           |                        |
| Aleesami 7’ Gueye 22’ Halvorsen 90’ (rig.) | Marcatori | 37’ Standal 68’ Nilsen |

| Arbitro: | Eskås |

|                         |           |             |
| Skartun 44’ Wemberg 80’ | Marcatori | 12’ Solberg |

| Arbitro: | Rafiq |

|           |           |                           |
| Anier 20’ | Marcatori | 32’ Gabrielsen 47’ Sellin |

| Arbitro: | Gjermshus |

|  |           |           |
|  | Marcatori | 72’ Stene |

| Arbitro: | Borgersen (Oslo) |

|                             |           |              |
| Ellingsen 45’ Myklebust 61’ | Marcatori | 90’ Shaswari |

| Arbitro: | Hansen |

|                          |           |                           |
| Grorud 36’ Halvorsen 57’ | Marcatori | 33’ Langås 59’ Dos Santos |

| Arbitro: | Kringstad |

|                                 |           |  |
| Aas 28’ (rig.), 53’ (rig.), 86’ | Marcatori |  |

| Arbitro: | Gya |

|                                           |           |  |
| Standerholen 10’ Anier 59’, 62’ Stene 61’ | Marcatori |  |

| Arbitro: | Gjermshus |

|                            |           |           |
| Moen Hansen 66’ Fellus 75’ | Marcatori | 7’ Grorud |

| Arbitro: | Steen |

|                                    |           |  |
| Adaramola 7’ Stene 60’ Solberg 90’ | Marcatori |  |

| Ski 10 giugno 2013, ore 19:00 11ª giornata      | Follo     | 0 – 1 referto | Fredrikstad | Ski Stadion (939 spett.) |
| \| \| \| \| \| \| Marcatori \| 47’ Martinsen \| |           |               |             |                          |
|                                                 |           |               |             |                          |
|                                                 | Marcatori | 47’ Martinsen |             |                          |

| Arbitro: | Lundby |

|                             |           |  |
| Stene 63’, 87’ Aleesami 86’ | Marcatori |  |

| Arbitro: | Hansen |

|  |           |                  |
|  | Marcatori | 80’ (rig.) Stene |

| Arbitro: | Gjermshus |

|              |           |                                            |
| Shaswari 82’ | Marcatori | 35’, 42’ Kalludra 72’ El Haj 75’ Sivertsen |

| Arbitro: | Moen |

|                                       |           |  |
| Richards 62’ V. Braaten 68’, 78’, 84’ | Marcatori |  |

#### Girone di ritorno
| Arbitro: | Hagenes |

|  |           |               |
|  | Marcatori | 36’ Levorstad |

| Arbitro: | Steen |

|  |           |           |
|  | Marcatori | 25’ Stene |

| Arbitro: | Rafiq (Oslo) |

|                                           |           |                                                  |
| Stene 25’ Aleesami 36’ Adaramola 71’, 88’ | Marcatori | 71’ Miljeteig 77’ Kapidzic 80’ (rig.), 86’ Myhre |

| Arbitro: | Kringstad |

|                            |           |           |
| Stokkelien 23’ Brustad 81’ | Marcatori | 75’ Stene |

| Fredrikstad 24 agosto 2013, ore 15:30 20ª giornata           | Fredrikstad | 1 – 1 referto | Kongsvinger | Fredrikstad Stadion (3.995 spett.) |
| \| \| \| \| \| Standerholen 20’ \| Marcatori \| 83’ Bamba \| |             |               |             |                                    |
|                                                              |             |               |             |                                    |
| Standerholen 20’                                             | Marcatori   | 83’ Bamba     |             |                                    |

| Nedre Eiker 1º settembre 2013, ore 18:00 21ª giornata | Mjøndalen | 0 – 0 referto | Fredrikstad | Mjøndalen Stadion (952 spett.)\| Arbitro: \| Hansen \| |
| Arbitro:                                              | Hansen    |               |             |                                                        |

| Arbitro: | Borgersen (Oslo) |

|                        |           |             |
| Martinsen 29’ Rafn 90’ | Marcatori | 90’ Eriksen |

| Sandefjord 14 settembre 2013, ore 15:30 23ª giornata | Sandefjord      | 0 – 0 referto | Fredrikstad | Komplett.no Arena (2.026 spett.)\| Arbitro: \| Helgerud (Lier) \| |
| Arbitro:                                             | Helgerud (Lier) |               |             |                                                                   |

| Arbitro: | Lundby |

|              |           |              |
| Shaswari 44’ | Marcatori | 69’ Blakstad |

| Arbitro: | Gjermshus |

|                 |           |                           |
| Torske 83’, 89’ | Marcatori | 8’ Shaswari 39’ Westgaard |

| Arbitro: | Edvartsen (Hamar) |

|                                |           |  |
| Adaramola 5’ (rig.) Grorud 82’ | Marcatori |  |

| Arbitro: | Eskås |

|                                           |           |  |
| Stene 16’, 70’ Westgaard 40’ Shaswari 55’ | Marcatori |  |

| Arbitro: | Toppe |

|                       |           |           |
| Dahle 34’ Adebahr 54’ | Marcatori | 90’ Stene |

| Arbitro: | Gya |

|                          |           |  |
| Dos Santos 7’ Langås 10’ | Marcatori |  |

| Arbitro: | Kringstad |

|                                 |           |                      |
| Aleesami 57’ Tokstad 83’ (aut.) | Marcatori | 69’ Fellus 90’ Rasch |

### Coppa di Norvegia
| Arbitro: | Øvrebø (Oslo) |

|             |           |                                                                         |
| Holberg 27’ | Marcatori | 64’, 77’ (rig.) Halvorsen 81’, 90’ Standerholen 88’ Westgaard 90’ Anier |

| Arbitro: | Moen |

|  |           |                       |
|  | Marcatori | 62’ Solberg 90’ Anier |

| Arbitro: | Sandmoen (Kjelsås) |

|                                 |           |             |
| Brustad 56’, 64’ Stokkelien 90’ | Marcatori | 35’ Solberg |

## Statistiche

### Statistiche di squadra
| Competizione      | Punti | In casa | In casa | In casa | In casa | In casa | In casa | In trasferta | In trasferta | In trasferta | In trasferta | In trasferta | In trasferta | Totale | Totale | Totale | Totale | Totale | Totale | DR |
| Competizione      | Punti | G       | V       | N       | P       | Gf      | Gs      | G            | V            | N            | P            | Gf           | Gs           | G      | V      | N      | P      | Gf     | Gs     | DR |
| ----------------- | ----- | ------- | ------- | ------- | ------- | ------- | ------- | ------------ | ------------ | ------------ | ------------ | ------------ | ------------ | ------ | ------ | ------ | ------ | ------ | ------ | -- |
| 1. divisjon       | 41    | 15      | 7       | 5       | 3       | 33      | 20      | 15           | 4            | 3            | 8            | 11           | 21           | 30     | 11     | 8      | 11     | 44     | 41     | +3 |
| Coppa di Norvegia | -     | 0       | 0       | 0       | 0       | 0       | 0       | 3            | 2            | 0            | 1            | 9            | 4            | 3      | 2      | 0      | 1      | 9      | 4      | +5 |
| Totale            | -     | 15      | 7       | 5       | 3       | 33      | 20      | 18           | 6            | 3            | 9            | 20           | 25           | 33     | 13     | 8      | 12     | 53     | 45     | +8 |

### Statistiche dei giocatori
| Giocatore       | 1. divisjon | 1. divisjon | 1. divisjon | 1. divisjon | Coppa di Norvegia | Coppa di Norvegia | Coppa di Norvegia | Coppa di Norvegia | Coppe europee | Coppe europee | Coppe europee | Coppe europee | Altre coppe | Altre coppe | Altre coppe | Altre coppe | Totale   | Totale | Totale      | Totale     |
| Giocatore       | Presenze    | Reti        | Ammonizioni | Espulsioni  | Presenze          | Reti              | Ammonizioni       | Espulsioni        | Presenze      | Reti          | Ammonizioni   | Espulsioni    | Presenze    | Reti        | Ammonizioni | Espulsioni  | Presenze | Reti   | Ammonizioni | Espulsioni |
| --------------- | ----------- | ----------- | ----------- | ----------- | ----------------- | ----------------- | ----------------- | ----------------- | ------------- | ------------- | ------------- | ------------- | ----------- | ----------- | ----------- | ----------- | -------- | ------ | ----------- | ---------- |
| J. Adaramola    | 29          | 4           | 3           | 0           | 3                 | 0                 | 0                 | 0                 | ?             | ?             | ?             | ?             | ?           | ?           | ?           | ?           | 32+      | 4+     | 3+          | 0+         |
| H. Aleesami     | 30          | 4           | 2           | 0           | 1                 | 0                 | 1                 | 0                 | ?             | ?             | ?             | ?             | ?           | ?           | ?           | ?           | 31+      | 4+     | 3+          | 0+         |
| H. Anier        | 13          | 3           | 2           | 0           | 3                 | 2                 | 1                 | 0                 | ?             | ?             | ?             | ?             | ?           | ?           | ?           | ?           | 16+      | 5+     | 3+          | 0+         |
| H. Åsheim       | 7           | 0           | 0           | 0           | 1                 | 0                 | 0                 | 0                 | ?             | ?             | ?             | ?             | ?           | ?           | ?           | ?           | 8+       | 0+     | 0+          | 0+         |
| L. Begby        | 2           | 0           | 0           | 0           | 0                 | 0                 | 0                 | 0                 | ?             | ?             | ?             | ?             | ?           | ?           | ?           | ?           | 2+       | 0+     | 0+          | 0+         |
| H. Björnsson    | 12          | 0           | 1           | 0           | 0                 | 0                 | 0                 | 0                 | ?             | ?             | ?             | ?             | ?           | ?           | ?           | ?           | 12+      | 0+     | 1+          | 0+         |
| K. Duré         | 12          | 0           | 0           | 0           | 0                 | 0                 | 0                 | 0                 | ?             | ?             | ?             | ?             | ?           | ?           | ?           | ?           | 12+      | 0+     | 0+          | 0+         |
| L. Grorud       | 28          | 3           | 2           | 1           | 1                 | 0                 | 0                 | 0                 | ?             | ?             | ?             | ?             | ?           | ?           | ?           | ?           | 29+      | 3+     | 2+          | 1+         |
| M. Gueye        | 19          | 1           | 0           | 0           | 1                 | 0                 | 0                 | 0                 | ?             | ?             | ?             | ?             | ?           | ?           | ?           | ?           | 20+      | 1+     | 0+          | 0+         |
| O. Halvorsen    | 15          | 2           | 1           | 0           | 2                 | 2                 | 0                 | 0                 | ?             | ?             | ?             | ?             | ?           | ?           | ?           | ?           | 17+      | 4+     | 1+          | 0+         |
| T. Holm         | 0           | 0           | 0           | 0           | 0                 | 0                 | 0                 | 0                 | ?             | ?             | ?             | ?             | ?           | ?           | ?           | ?           | 0+       | 0+     | 0+          | 0+         |
| K. Jabbie       | 19          | 0           | 2           | 0           | 2                 | 0                 | 1                 | 0                 | ?             | ?             | ?             | ?             | ?           | ?           | ?           | ?           | 21+      | 0+     | 3+          | 0+         |
| O. Jenssen      | 10          | 0           | 2           | 0           | 2                 | 0                 | 0                 | 0                 | ?             | ?             | ?             | ?             | ?           | ?           | ?           | ?           | 12+      | 0+     | 2+          | 0+         |
| H. Jenssen      | 2           | 0           | 0           | 0           | 3                 | 0                 | 0                 | 0                 | ?             | ?             | ?             | ?             | ?           | ?           | ?           | ?           | 5+       | 0+     | 0+          | 0+         |
| J. Madrigal     | 6           | 0           | 0           | 0           | 2                 | 0                 | 0                 | 0                 | ?             | ?             | ?             | ?             | ?           | ?           | ?           | ?           | 8+       | 0+     | 0+          | 0+         |
| V. Martinsen    | 27          | 2           | 3           | 0           | 2                 | 0                 | 0                 | 0                 | ?             | ?             | ?             | ?             | ?           | ?           | ?           | ?           | 29+      | 2+     | 3+          | 0+         |
| J. Masalin      | 17          | 0           | 2           | 0           | 0                 | 0                 | 0                 | 0                 | ?             | ?             | ?             | ?             | ?           | ?           | ?           | ?           | 17+      | 0+     | 2+          | 0+         |
| J. Olsen        | 0           | 0           | 0           | 0           | 0                 | 0                 | 0                 | 0                 | ?             | ?             | ?             | ?             | ?           | ?           | ?           | ?           | 0+       | 0+     | 0+          | 0+         |
| S. Rafn         | 21          | 1           | 1           | 0           | 3                 | 0                 | 0                 | 0                 | ?             | ?             | ?             | ?             | ?           | ?           | ?           | ?           | 24+      | 1+     | 1+          | 0+         |
| H. Ramberg      | 28          | 0           | 2           | 0           | 3                 | 0                 | 0                 | 0                 | ?             | ?             | ?             | ?             | ?           | ?           | ?           | ?           | 31+      | 0+     | 2+          | 0+         |
| H. Selvig       | 0           | 0           | 0           | 0           | 0                 | 0                 | 0                 | 0                 | ?             | ?             | ?             | ?             | ?           | ?           | ?           | ?           | 0+       | 0+     | 0+          | 0+         |
| N. Solberg      | 13          | 2           | 2           | 0           | 2                 | 2                 | 0                 | 0                 | ?             | ?             | ?             | ?             | ?           | ?           | ?           | ?           | 15+      | 4+     | 2+          | 0+         |
| R. Shaswari     | 24          | 5           | 0           | 0           | 3                 | 0                 | 0                 | 0                 | ?             | ?             | ?             | ?             | ?           | ?           | ?           | ?           | 27+      | 5+     | 0+          | 0+         |
| A. Sosseh       | 0           | 0           | 0           | 0           | 0                 | 0                 | 0                 | 0                 | ?             | ?             | ?             | ?             | ?           | ?           | ?           | ?           | 0+       | 0+     | 0+          | 0+         |
| S. Standerholen | 26          | 2           | 1           | 0           | 3                 | 2                 | 0                 | 0                 | ?             | ?             | ?             | ?             | ?           | ?           | ?           | ?           | 29+      | 4+     | 1+          | 0+         |
| R. Stene        | 29          | 12          | 3           | 0           | 2                 | 0                 | 0                 | 0                 | ?             | ?             | ?             | ?             | ?           | ?           | ?           | ?           | 31+      | 12+    | 3+          | 0+         |
| M. Stige        | 0           | 0           | 0           | 0           | 0                 | 0                 | 0                 | 0                 | ?             | ?             | ?             | ?             | ?           | ?           | ?           | ?           | 0+       | 0+     | 0+          | 0+         |
| O. Strømsborg   | 8           | 0           | 1           | 0           | 2                 | 0                 | 0                 | 0                 | ?             | ?             | ?             | ?             | ?           | ?           | ?           | ?           | 10+      | 0+     | 1+          | 0+         |
| F. Westgaard    | 12          | 2           | 1           | 0           | 0                 | 0                 | 0                 | 0                 | ?             | ?             | ?             | ?             | ?           | ?           | ?           | ?           | 12+      | 2+     | 1+          | 0+         |